# 姫野博行
姫野 博行（ひめの ひろゆき、1984年1月31日 - ）は、合同会社GAIALOVESに所属する日本の作曲家、編曲家、演奏家である。大分県出身。

## 人物
作・編曲家として楽曲提供、演奏、録音、ミキシングなど制作全般に携わる。
学生時代には洋ロック・R&B・ソウルに傾倒、バックボーンとなっている。
「Hyoorii」「姫野ヒロユキ」として楽曲をリリースをすることがある。

## 来歴
中学生より音楽人生をスタート。
2005年 - 幾つかのバンド、ユニットを経て自身がギター、ボーカルを務めるロックバンドTHE WAGONを結成。
2007年 - 度重なるメンバーチェンジも重なりスタイルを模索する中、ビクター×スペースシャワーのオーディションで2000組の中からグランプリを獲得しデビュー。全国ツアーなど本格的な全国行脚生活が始まる。ライブバンドとしてサンセットライブをはじめとする国内外の大型ロック・フェスティバルに参加。韓国ツアーなど海外での活動も行う。
2013年 - 3月をもってTHE WAGONの活動を休止。
2014年 - 音楽作家として本格的に活動を開始。
2015年 - 野外音楽Fes「NOKO JAM」を主催。
2018年 - 同年度オリコン作曲家ランキング3位、同編曲家ランキング3位。

## 提供作品

### アーティスト
- 乃木坂46
  - 17分間（作曲）

- 欅坂46
  - 結局、じゃあねしか言えない（作曲・編曲）

- フィロソフィーのダンス
  - 夏のクオリア（作曲）

- AKB48
  - センチメンタルトレイン（作曲・編曲）

- SKE48
  - 言えなくてタコス（作曲・編曲）

- NMB48
  - 青春はブラスバンド（作曲）

- 遊助　
  - まだまだだ自分（共作曲・編曲）

- 郭曉曉（SONY台湾）
  - 笑顔（作曲）
  - 摀耳朵（作曲）
  - 好夢（作曲）

### アニメ
- 「焼肉店センゴク」OP
- 三次元音響「キングダム」

### 広告
- SONY「Future Lab Program」（作曲・編曲）
- Ginza Sony Park: ART IN THE PARK (Co-write)
- SONY「SONY Vlog Challenge」（作曲・編曲）
- 無印良品「Good enough Living」(Gt, sound design等)
- サッポロビール「風味爽快ニシテ」（編曲）
- Wella「黒髪卒業式」（作曲・編曲）
- 福光屋「ライスミルクTVCM」(Track)
- スポーツくじTOTO WebCM（作曲・編曲）
- 福岡百貨店岩田屋「IWATAYA80」（編曲）
- 秋田犬ツーリズム「MOFU MOFU DOGS」（編曲）
- 尾鷲市「セカイのオワセ」テーマソング（編曲）
- クラッシュ・ロワイヤルTVCM「ハマった2人」篇「リベンジ希望」篇(Track)
- 京都水族館ペンギンアイドル MIYA-CCO「モノクローム・ラブ」（作曲・編曲）
- ビズリーチ「キャリトレTVCM」（編曲）
- HOMME PLISSÉ ISSEY MIYAKE「Never Change, Ever Change —変わらないもの、変わり続けるもの—」コレクションムービー(Co-write)
- 楽天ファーム「温・根サラダ」他（作曲・編曲）
- 山本漢方製薬  大麦若葉粉末100％ 「11 年連続売上 No 1」篇（作曲・編曲）

### 映画
- 短編映画「にしかん」エンディングテーマ（編曲）
- 映画「youth」サウンドトラック
- 横浜DeNAベイスターズ「FOR REALー遠い、クライマックス」(Gt)

### イベント制作
- 野外Fes「NOKO JAM」主催、プロデュース[3]。
- 「九州酒蔵びらき2019」サウンドプロデュース、作、編曲